# Quia maior

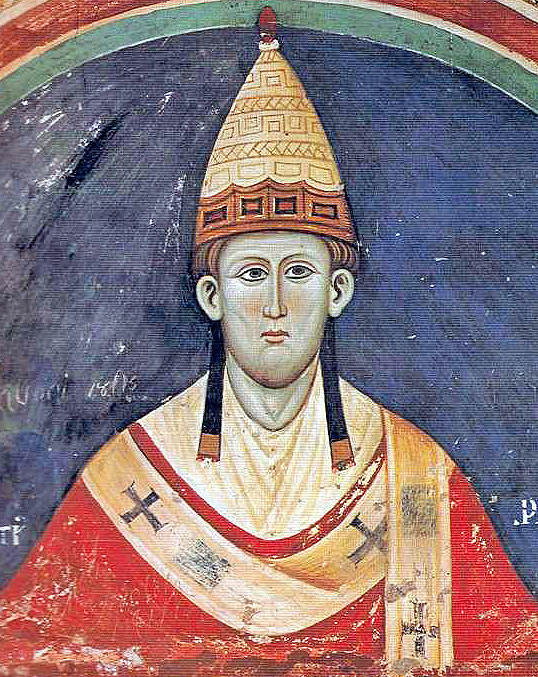
El autor de Quia maior, el papa Inocencio III.

Quia maior es una bula papal emitida por el papa Inocencio III en abril de 1213. En él, Inocencio presenta las cruzadas como una obligación moral para todos los cristianos y expone su plan para recuperar Jerusalén y el resto de la Tierra Santa de manos de los musulmanes. La más larga de las tres cartas relacionadas con las cruzadas que Inocencio emitió en el mismo mes, sentó las bases para la Quinta cruzada, que fue aprobada formalmente por el IV Concilio de Letrán en noviembre de 1215. Desde entonces, Quia maior ha sido reconocida por los historiadores como una de las bulas papales medievales más importantes sobre las cruzadas.

## Antecedentes
A menudo se hace referencia a Quia maior como una bula,  específicamente una bula de la Santa Cruzada, aunque el término "bula" sólo se introdujo en el siglo XV y técnicamente se refiere a la bula, el sello adherido a la base de la carta, en lugar del carta misma.
Una versión borrador de la carta, titulada Quoniam maior, se recoge en la Crónica de Burchard de Ursperg (compilada en 1229 o 1230). La versión final de Quia maior fue publicada por el papa nocencio III entre el 19 y el 29 de abril de 1213, como parte de su campaña para unir a todos los cristianos a unirse a otra cruzada. El propio Inocencio estuvo particularmente influenciado por los escritos de Bernardo de Claraval, quien había enfatizado la conexión entre la salvación y el servicio militar a Cristo.
Se enviaron copias de la carta a Ancona, Bohemia, Bremen, Calabria, Colonia, Dalmacia, Inglaterra, Francia, Génova, Hungría, Irlanda, Lund, Maguncia, Milán, Noruega, Polonia , Rávena, Salzburgo, Cerdeña, Escocia, Suecia y Trier . y Toscana. En su correspondencia posterior con varios clérigos alemanes, Inocencio los instó a «transmitir con gran cuidado y atención al detalle exactamente lo que contiene la encíclica».
Además de Quia maior, Inocencio escribió otras dos cartas más breves relacionadas con la cruzada que también fueron enviadas a casi todas las provincias eclesiásticas de Europa en el mismo mes, tituladas Pium et sanctum y Vineam Domini. La Quinta cruzada fue aprobada formalmente por el IV Concilio de Letrán unos dos años después, en noviembre de 1215. Sin embargo, existen diferencias significativas entre el plan de cruzada de Quia maior y el decreto del concilio, titulado Ad liberandum. Por ejemplo, la revocación de indulgencias para aquellos involucrados en la Cruzada albigense, como se establece en la carta de Inocencio de 1213, se reemplaza por una afirmación de sus votos en Ad liberandum.

## Contenido
Escrita en latín, la carta comienza con las palabras Quia maior... («Porque allí...»). La sección inicial invoca Mateo 16:24 y su llamado a los seguidores de Jesucristo a «tomar la cruz». Inocencio afirma que las cruzadas ofrecen una oportunidad para la restauración espiritual, ya que es un «antiguo recurso de Jesucristo para la salvación de sus fieles que se ha propuesto renovar en estos días». Además, Inocencio afirma que «dado que nada puede resistir su voluntad», Dios podría haber elegido recuperar Jerusalén por mandato divino, pero en su lugar optó por presentar a los cristianos una prueba de fe. Por el contrario, negarse a apoyar la cruzada resultará en la condenación durante el Juicio Final.
Inocencio señala que la Tierra Santa había pertenecido a cristianos antes del surgimiento del Islam. Identifica a Mahoma como un «pseudoprofeta» y la «bestia del apocalipsis». Sin embargo, alentado por el resultado de la Batalla de las Navas de Tolosa, y creyendo que el «número de la bestia» (666) era el número de años transcurridos desde la migración de Mahoma de La Meca a Medina en 622 (más de 600 años antes), Inocencio sostiene que ha llegado el momento de lanzar una cruzada contra los musulmanes. Los cristianos están obligados a liberar a sus hermanos en la fe que están «en manos de los pérfidos sarracenos en terrible prisión». Además, los estados cruzados están bajo la amenaza directa de la presencia continua de los musulmanes en el Monte Tabor, desde donde «podrían ocupar la cercana ciudad de Acre con bastante facilidad y luego, sin ninguna resistencia, invadir elresto de esta tierra».
Inocencio promete la remisión de los pecados tanto a los participantes de la cruzada en Tierra Santa como a aquellos que no pudieron realizar la cruzada en persona pero «redimieron sus votos mediante un pago en efectivo». Estas personas también estarían exentas de pagar intereses sobre todos sus préstamos. Para complementar el esfuerzo bélico voluntario, Innocent hace un llamamiento a las autoridades seculares para que proporcionen «un número acordado de guerreros con los gastos necesarios durante tres años» y a las ciudades costeras para que proporcionen apoyo naval.
Por otro lado, a aquellos que hicieran cruzadas en España (como parte de la Reconquista) y el sur de Francia (el campo de batalla de la Cruzada albigense) se les revocarían sus indulgencias, a menos que fueran nativos de esas regiones. Siguiendo la guía de un canon aprobado por el III Concilio de Letrán, Inocencio prohíbe a los cristianos vender armas, hierro o madera a los musulmanes, así como dedicarse a la piratería contra los musulmantes.
La encíclica enumera varios objetivos prácticos que deben cumplirse antes de la cruzada, como el nombramiento de predicadores de la cruzada y la organización de oraciones mensuales y procesiones penitenciales separadas para hombres y mujeres. No se menciona un impuesto de cruzada, pero Inocencio introduce pautas para la recaudación de «ofrendas voluntarias» en las iglesias. Quia maior también exige el canto diario de los Salmos 69 y 79 (68 y 78 en la Vulgata) en la Misa, que estaría acompañado por la recitación por parte del sacerdote celebrante de una oración con tema de cruzada titulada Deus quis admirabili.

## Legado
Los historiadores han citado con frecuencia Quia maior como una de las encíclicas papales medievales más importantes sobre las cruzadas. Según Thomas W. Smith, «representa una piedra angular en nuestra comprensión de cómo el papado se organizó y se comprometió con el movimiento cruzado en el siglo XIII». Christopher Tyerman la describió como la «gran encíclica sobre las cruzadas» de Inocencio, mientras que J. A. Watt argumentó que era el «documento papal clásico de exhortación a las cruzadas».

### Citas
1. 1 2  Smith, 2019, p. 2.
2. ↑  Smith, 2017, p. 51.
3. ↑  Smith, 2019, p. 8.
4. ↑  Smith, 2019, p. 7.
5. 1 2  Smith, 2017, p. 5.
6. ↑  Powell, 1986, p. 17.
7. ↑  Cole, 1991, p. 107.
8. 1 2 3  Cole, 1991, p. 104.
9. 1 2  Bird, Peters y Powell, 2014, p. 107.
10. ↑  Smith, 2017, p. 6.
11. 1 2  Powell, 1986, p. 46.
12. ↑  Smith, 2019, p. 5.
13. 1 2 3  Watt, 1995, p. 120.
14. 1 2  Smith, 2019, p. 3.
15. 1 2 3 4  Smith, 2019, p. 6.
16. ↑  Smith, 2019, p. 13.
17. 1 2  Cole, 1991, p. 106.
18. ↑  Whatley, 2018, p. 58.
19. 1 2  Cole, 1991, p. 105.
20. ↑  Cassidy-Welch, 2019, p. 115.
21. ↑  Smith, 2019, p. 18.
22. ↑  Powell, 1986, p. 21.
23. ↑  Smith, 2019, pp. 19–20.
24. ↑  Cassidy-Welch, 2019, p. 111.
25. 1 2  Bysted, 2015, p. 249.
26. ↑  Cole, 1995, p. 176.
27. ↑  Tyerman, 2007, p. 477.

### Obras citadas
- Bird, Jessalynn; Peters, Edward; Powell, James M. (2014). Crusade and Christendom: Annotated Documents in Translation from Innocent III to the Fall of Acre, 1187–1291. University of Pennsylvania Press. ISBN 9780812223132.
- Bysted, Ane (2015). The Crusade Indulgence: Spiritual Rewards and the Theology of the Crusades, c. 1095–1216. Brill. ISBN 9789004280434.
- Cassidy-Welch, Megan (2019). War and Memory at the Time of the Fifth Crusade. Penn State University Press. ISBN 9780271085142.
- Cole, Penny J. (1991). The Preaching of the Crusades to the Holy Land, 1095–1270. The Medieval Academy of America. ISBN 0915651033.
- Cole, Penny J. (1995). «Purgatory and Crusade in St Gregory's Trental». The International History Review 17 (4): 713-725. doi:10.1080/07075332.1995.9640727.
- Powell, James M. (1986). Anatomy of a Crusade. University of Pennsylvania Press. ISBN 0812213238.
- Smith, Thomas W. (2017). Curia and Crusade: Pope Honorius III and the Recovery of the Holy Land (1216–1227). Brepols Publishers. ISBN 9782503552972.
- Smith, Thomas W. (2019). «How to craft a crusade call: Pope Innocent III and Quia maior (1213)». Historical Research 92 (255): 2-23. doi:10.1111/1468-2281.12258.
- Tyerman, Christopher (2007). God's War: A New History of the Crusades. Penguin UK. ISBN 9780140269802.
- Watt, J. A. (1995). «The papacy».  En David Abulafia; Rosamond McKitterick, eds. The New Cambridge Medieval History 5. Cambridge University Press. pp. 107-163. ISBN 9780521362894.
- Whatley, Laura J. (2018). «Crusading for (Heavenly) Jerusalem: A Noble Woman, Devotion, and the Trinity Apocalypse».  En Foster, Elisa A.; Perratore, Julia; Rozenski, Steven, eds. Devotional Interaction in Medieval England and Its Afterlives. Brill. pp. 49-79. ISBN 9789004365834.

- Datos: Q1545778